# 지르코늄 동위 원소
자연계에 존재하는 지르코늄의 안정 동위 원소는 4종이며 90Zr, 91Zr, 92Zr, 94Zr이 존재한다. 94Zr은 β-β- 붕괴를 통해 몰리브데넘-94로 붕괴할 것으로 예상되나 아직 붕괴되는 모습은 관측되지 않았으며, 어쩌면 붕괴하지 않을 수도 있다.
92Zr은 붕괴할 에너지가 존재하지 않은 안정 동위 원소들 중 가장 무거우며, 이보다 무거운 안정 동위 원소들은 약간이라도 붕괴할 수 있는 조건을 갖추게 된다.
93Zr은 153만년의 반감기를 가지고 있으며, 태양계 초창기에는 많이 존재했었지만 이미 먼 과거에 다 붕괴하고, 현재는 우라늄, 토륨의 자발 핵분열 생성물로 자연계에 미량 존재한다.
96Zr은 반감기가 2.0×1019년이며, 지르코늄의 방사성 동위 원소들 중 가장 반감기가 길다.
인공적으로 만들어진 지르코늄의 동위 원소는 78Zr부터 110Zr까지이며 이들 중 89Zr은 89Y에 양성자를 조사해서 생성한다.

## 지르코늄-90
자연계의 지르코늄 동위체 중 가장 많이 존재하며 중성자 흡수율도 극도로 낮아 원자로의 피복재로 사용하도록 결정된 중요한 동위체이다.

## 지르코늄-93
원자로의 피복재 중 지르코늄-92의 일부가 중성자를 흡수하여 생성되며, 핵분열 생성물 중 많은 비율로 생성된다. 지르코늄-92는 중성자 흡수율이 극도로 낮아 아주 극미량만 중성자가 흡수되는데 이게 다른 원소로 바뀌지 않고 그대로 지르코늄-93으로 바뀌므로 화학적 변화가 없어 원자로 피복재가 극도로 안정되게 하는 역할을 한다.
하지만 지르코늄-92의 중성자 흡수율이 매우 낮기 때문에 피복재 내부의 지르코늄-93의 존재는 의미가 없다. 피복재 내부에서는 극미량 생성되기 때문에 의미가 없는 것이다. 그렇지만 지르코늄-93의 특성이 원자로의 피복재를 지르코늄으로 채택되도록 하게 된 동위체이기 때문에 의미가 있다.
이 동위체는 핵분열 생성물에서 매우 높은 비율로 생성되기 때문에 의미가 높다. 매년 300톤 이상이 생성된다. 다만 약한 베타붕괴로 붕괴하고 반감기가 길기 때문에 얇은 차폐막으로도 차폐가 되므로 위험한 동위체는 아니다.
지르코늄-93은 지르코늄의 다른 안정 동위체에 비해 중성자 흡수율이 매우 높다. 따라서 일정 비율이 중성자 흡수를 통해 안정 동위체인 지르코늄-94로 합성된다.

## 지르코늄-94
지르코늄 안정 동위 원소의 한 종류이다. 반감기가 존재할 것으로 예상해 왔었으나, 최근에는 이 동위체도 반감기가 존재하지 않고 다른 안정 동위체과 동일하게 안정할 것으로 예상되고 있다.

## 지르코늄-95
자연계에 존재하는 94Zr에 중성자를 첨가하거나, 운전중인 원자로 피복재의 안정 동위체의 94Zr의 일부가 중성자를 흡수하면 변하게 된다. 다만 94Zr의 중성자 흡수율이 극도로 낮기 때문에 거의 생성되지 않으므로 의미 없는 동위체이다. 95Zr는 95Nb로 붕괴한다.

## 표
| 핵자 수 | Z(p)             | N(n)             | 동위 원소 질량 (u) | 반감기            | 붕괴 방식(s)  | 붕괴 생성 동위 원소 | 핵자 스핀 | 자연계에 존재하는 동위 원소의 양 (몰 분율) | 자연계에 존재하는 최대 범위 (몰 분율) |
| 핵자 수 | 들뜬 에너지      | 들뜬 에너지      | 들뜬 에너지        | 반감기            | 붕괴 방식(s)  | 붕괴 생성 동위 원소 | 핵자 스핀 | 자연계에 존재하는 동위 원소의 양 (몰 분율) | 자연계에 존재하는 최대 범위 (몰 분율) |
| ------- | ---------------- | ---------------- | ------------------ | ----------------- | ------------- | ------------------- | --------- | ------------------------------------------ | ------------------------------------- |
| 78Zr    | 40               | 38               | 77.95523(54)#      | 50# ms [>170 ns]  |               |                     | 0+        |                                            |                                       |
| 79Zr    | 40               | 39               | 78.94916(43)#      | 56(30) ms         | β+, p         | 78Sr                | 5/2+#     |                                            |                                       |
| 79Zr    | 40               | 39               | 78.94916(43)#      | 56(30) ms         | β+            | 79Y                 | 5/2+#     |                                            |                                       |
| 80Zr    | 40               | 40               | 79.9404(16)        | 4.6(6) s          | β+            | 80Y                 | 0+        |                                            |                                       |
| 81Zr    | 40               | 41               | 80.93721(18)       | 5.5(4) s          | β+ (>99.9%)   | 81Y                 | (3/2-)#   |                                            |                                       |
| 81Zr    | 40               | 41               | 80.93721(18)       | 5.5(4) s          | β+, p (<0.1%) | 80Sr                | (3/2-)#   |                                            |                                       |
| 82Zr    | 40               | 42               | 81.93109(24)#      | 32(5) s           | β+            | 82Y                 | 0+        |                                            |                                       |
| 83Zr    | 40               | 43               | 82.92865(10)       | 41.6(24) s        | β+ (>99.9%)   | 83Y                 | (1/2-)#   |                                            |                                       |
| 83Zr    | 40               | 43               | 82.92865(10)       | 41.6(24) s        | β+, p (<0.1%) | 82Sr                | (1/2-)#   |                                            |                                       |
| 84Zr    | 40               | 44               | 83.92325(21)#      | 25.9(7) min       | β+            | 84Y                 | 0+        |                                            |                                       |
| 85Zr    | 40               | 45               | 84.92147(11)       | 7.86(4) min       | β+            | 85Y                 | 7/2+      |                                            |                                       |
| 85mZr   | 292.2(3) keV     | 292.2(3) keV     | 292.2(3) keV       | 10.9(3) s         | IT (92%)      | 85Zr                | (1/2-)    |                                            |                                       |
| 85mZr   | 292.2(3) keV     | 292.2(3) keV     | 292.2(3) keV       | 10.9(3) s         | β+ (8%)       | 85Y                 | (1/2-)    |                                            |                                       |
| 86Zr    | 40               | 46               | 85.91647(3)        | 16.5(1) h         | β+            | 86Y                 | 0+        |                                            |                                       |
| 87Zr    | 40               | 47               | 86.914816(9)       | 1.68(1) h         | β+            | 86Y                 | (9/2)+    |                                            |                                       |
| 87mZr   | 335.84(19) keV   | 335.84(19) keV   | 335.84(19) keV     | 14.0(2) s         | IT            | 87Zr                | (1/2)-    |                                            |                                       |
| 88Zr    | 40               | 48               | 87.910227(11)      | 83.4(3) d         | ε             | 88Y                 | 0+        |                                            |                                       |
| 89Zr    | 40               | 49               | 88.908890(4)       | 78.41(12) h       | β+            | 89Y                 | 9/2+      |                                            |                                       |
| 89mZr   | 587.82(10) keV   | 587.82(10) keV   | 587.82(10) keV     | 4.161(17) min     | IT (93.77%)   | 89Zr                | 1/2-      |                                            |                                       |
| 89mZr   | 587.82(10) keV   | 587.82(10) keV   | 587.82(10) keV     | 4.161(17) min     | β+ (6.23%)    | 89Y                 | 1/2-      |                                            |                                       |
| 90Zr    | 40               | 50               | 89.9047044(25)     | 안정              | 안정          | 안정                | 0+        | 0.5145(40)                                 |                                       |
| 90m1Zr  | 2319.000(10) keV | 2319.000(10) keV | 2319.000(10) keV   | 809.2(20) ms      | IT            | 90Zr                | 5-        |                                            |                                       |
| 90m2Zr  | 3589.419(16) keV | 3589.419(16) keV | 3589.419(16) keV   | 131(4) ns         |               |                     | 8+        |                                            |                                       |
| 91Zr    | 40               | 51               | 90.9056458(25)     | 안정              | 안정          | 안정                | 5/2+      | 0.1122(5)                                  |                                       |
| 91mZr   | 3167.3(4) keV    | 3167.3(4) keV    | 3167.3(4) keV      | 4.35(14) µs       |               |                     | (21/2+)   |                                            |                                       |
| 92Zr    | 40               | 52               | 91.9050408(25)     | 안정              | 안정          | 안정                | 0+        | 0.1715(8)                                  |                                       |
| 93Zr    | 40               | 53               | 92.9064760(25)     | 1.53(10)×106 a    | β-            | 93Nb                | 5/2+      |                                            |                                       |
| 94Zr    | 40               | 54               | 93.9063152(26)     | 관찰상 안정       | 관찰상 안정   | 관찰상 안정         | 0+        | 0.1738(28)                                 |                                       |
| 95Zr    | 40               | 55               | 94.9080426(26)     | 64.032(6) d       | β-            | 95Nb                | 5/2+      |                                            |                                       |
| 96Zr    | 40               | 56               | 95.9082734(30)     | 2.0(4)×1019 a     | β-β-          | 96Mo                | 0+        | 0.0280(9)                                  |                                       |
| 97Zr    | 40               | 57               | 96.9109531(30)     | 16.744(11) h      | β-            | 97mNb               | 1/2+      |                                            |                                       |
| 98Zr    | 40               | 58               | 97.912735(21)      | 30.7(4) s         | β-            | 98Nb                | 0+        |                                            |                                       |
| 99Zr    | 40               | 59               | 98.916512(22)      | 2.1(1) s          | β-            | 99mNb               | 1/2+      |                                            |                                       |
| 100Zr   | 40               | 60               | 99.91776(4)        | 7.1(4) s          | β-            | 100Nb               | 0+        |                                            |                                       |
| 101Zr   | 40               | 61               | 100.92114(3)       | 2.3(1) s          | β-            | 101Nb               | 3/2+      |                                            |                                       |
| 102Zr   | 40               | 62               | 101.92298(5)       | 2.9(2) s          | β-            | 102Nb               | 0+        |                                            |                                       |
| 103Zr   | 40               | 63               | 102.92660(12)      | 1.3(1) s          | β-            | 103Nb               | (5/2-)    |                                            |                                       |
| 104Zr   | 40               | 64               | 103.92878(43)#     | 1.2(3) s          | β-            | 104Nb               | 0+        |                                            |                                       |
| 105Zr   | 40               | 65               | 104.93305(43)#     | 0.6(1) s          | β- (>99.9%)   | 105Nb               |           |                                            |                                       |
| 105Zr   | 40               | 65               | 104.93305(43)#     | 0.6(1) s          | β-, n (<0.1%) | 104Nb               |           |                                            |                                       |
| 106Zr   | 40               | 66               | 105.93591(54)#     | 200# ms [>300 ns] | β-            | 106Nb               | 0+        |                                            |                                       |
| 107Zr   | 40               | 67               | 106.94075(32)#     | 150# ms [>300 ns] | β-            | 107Nb               |           |                                            |                                       |
| 108Zr   | 40               | 68               | 107.94396(64)#     | 80# ms [>300 ns]  | β-            | 108Nb               | 0+        |                                            |                                       |
| 109Zr   | 40               | 69               | 108.94924(54)#     | 60# ms [>300 ns]  |               |                     |           |                                            |                                       |
| 110Zr   | 40               | 70               | 109.95287(86)#     | 30# ms [>300 ns]  |               |                     | 0+        |                                            |                                       |

1. ↑  우주의 나이보다 반감기가 긴 동위 원소의 반감기는 굵은 글씨로 표기 (안정에 가까움)
2. ↑  약어:
IT: 이성질핵 전이
3. ↑  안정 동위 원소는 굵은 글씨로 표기
4. 1 2 3 4 5 6  핵분열 생성물
5. ↑  이론상으로 가장 무거운 안정 핵자이다.
6. ↑  반감기가 긴 방사성 동위 원소
7. ↑  β-β- 붕괴를 통해 94Mo으로 붕괴할 것이며 반감기는 3.4×1022 년을 초과할 것으로 예상된다.
8. ↑  태양계 초창기 때부터 존재한 방사성 핵자
9. ↑  β-붕괴를 통해 96Nb으로 붕괴할 수 있다는 이론을 제시한다.